# Andreas Grega
Andreas Grega är en svensk artist, låtskrivare och sångare i bandet Kungers. Grega debuterade som soloartist under hösten 2009, den 20 januari 2010 släpptes albumet En sak i taget. Hösten 2010 blev han en av fem finalister i kategorin Årets genombrott i Aftonbladets pris Rockbjörnen Live. 
Grega har även medverkat på den svenska rapparen Promoes (känd från Looptroop Rockers) första svenska platta, Kråksången. Tillsammans gjorde Andreas Grega, Timbuktu, Promoe och även Supreme (också från Looptroop Rockers) den svenska hiphoplåten Mammas gata som blev albumets populäraste spår.
I oktober 2012 släppte han sitt andra album, Mörkerseende. Han är sedan 2013 gift med den norska sångerskan Samsaya.